# Fényesszárnyú tokó
A fényesszárnyú tokó (Horizocerus hartlaubi) a madarak osztályának a szarvascsőrűmadár-alakúak (Bucerotiformes) rendjéhez, ezen belül a szarvascsőrűmadár-félék (Bucerotidae) családjához tartozó faj.

## Rendszerezése
A fajt John Gould angol ornitológus írta le 1861-ben, a Toccus nembe Toccus hartlaubi néven. Sorolják az Tockus nembe Tockus hartlaubi néven.

## Alfajai
- Horizocerus hartlaubi granti (Hartert, 1895)
- Horizocerus hartlaubi hartlaubi Gould, 1861

## Előfordulása
Afrika nyugati és középső részén, Angola, Dél-Szudán, Elefántcsontpart, Egyenlítői-Guinea, Gabon, Ghána, Guinea, Kamerun, a Kongói Köztársaság, a Kongói Demokratikus Köztársaság, a Közép-afrikai Köztársaság, Libéria, Nigéria, Sierra Leone,Togo és Uganda területén honos. Természetes élőhelyei a szubtrópusi és trópusi síkvidéki esőerdők. Állandó, nem vonuló faj.

## Megjelenése
Testhossza 32 centiméter, testtömege 83-135 gramm, a tojó kicsit kisebb, mint a hím.

## Természetvédelmi helyzete
Az elterjedési területe rendkívül nagy, egyedszáma ugyan csökken, de még nem éri el a kritikus szintet. A Természetvédelmi Világszövetség Vörös listáján nem fenyegetett fajként szerepel.